# Sous-Gare/Ouchy
Sous-Gare/Ouchy ist ein Quartier der Schweizer Stadt Lausanne. Es befindet sich im Süden der Stadt.
Der Stadtteil selbst ist wiederum in vier Sektoren aufgeteilt. Es sind dies Grancy, Harpe, Av. d’Ouchy und Ouchy. Auf einer Fläche von 0.799 km² wohnten im Jahr 2018 rund 10'810 Einwohner.

## Lage
Sous-Gare/Ouchy befindet sich unterhalb, d. h. südlich des Bahnhofs Lausanne, erstreckt sich bis an den Seeanstoss des Genfersees und grenzt an fünf andere Stadtteile an. Das bekannteste Viertel ist Ouchy, das sich direkt am See befindet und daher ein beliebtes Touristenziel ist. Das eher populäre Viertel Sous-Gare ist (vom Stadtzentrum aus gesehen) direkt "hinter" dem Bahnhof.

## Öffentliche Verkehrsmittel
Die Métro Lausanne verbindet den Stadtteil mit dem Rest Lausannes. Früher beförderte die Zahnradbahn Lausanne–Ouchy die Passagiere. Weiter durchquert die Buslinie 2 der Transports publics de la région Lausannoise den Stadtteil. Dank dem Seeanstoss ist der Stadtteil auch mit der Personenschifffahrt auf dem Genfersee angebunden.

## Bauwerke und Sehenswürdigkeiten
In dem Stadtteil befindet sich das Schloss Ouchy sowie das offizielle Museum der Olympischen Spiele – das Olympische Museum.

## Galerie

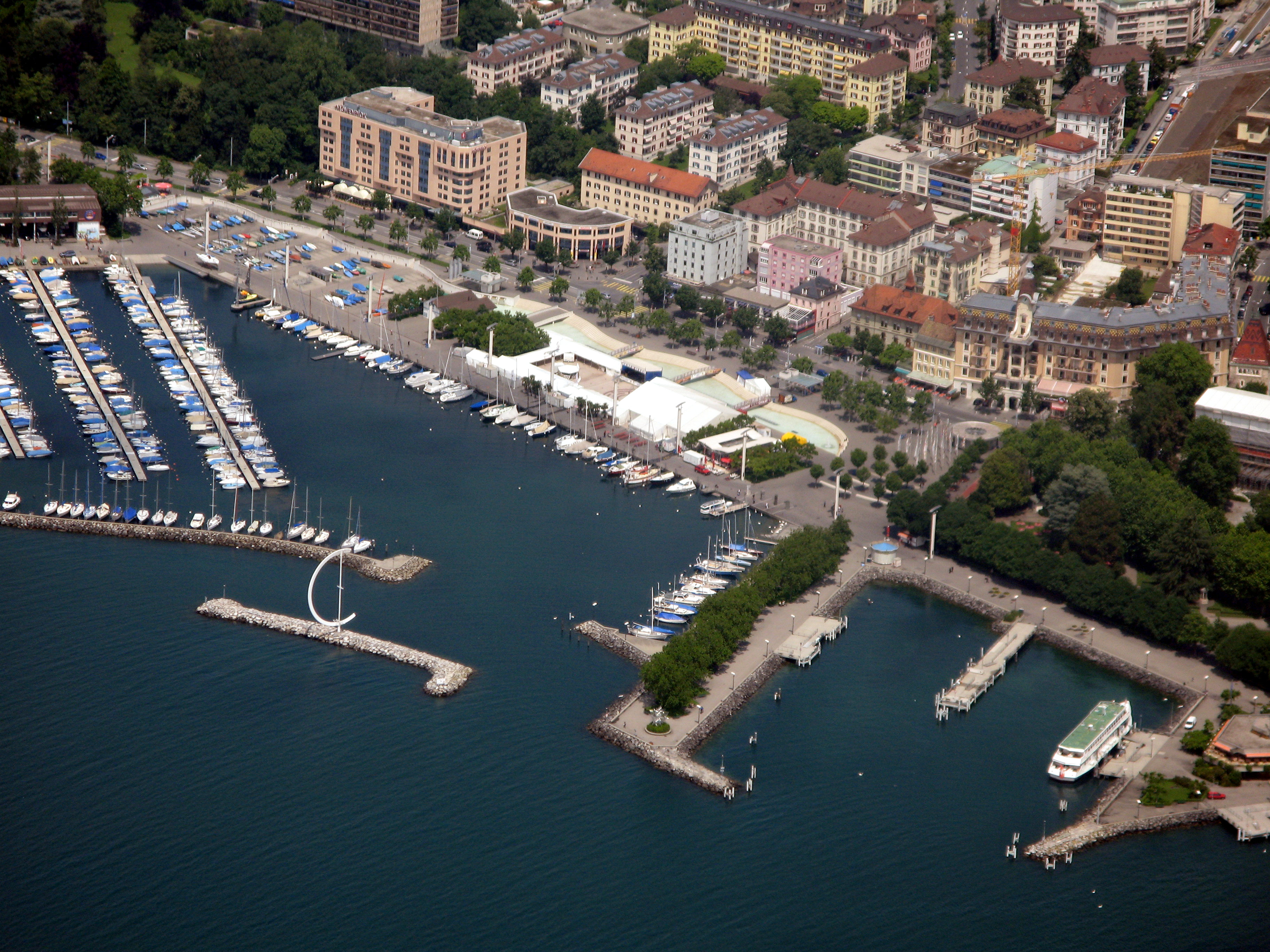
Ouchy
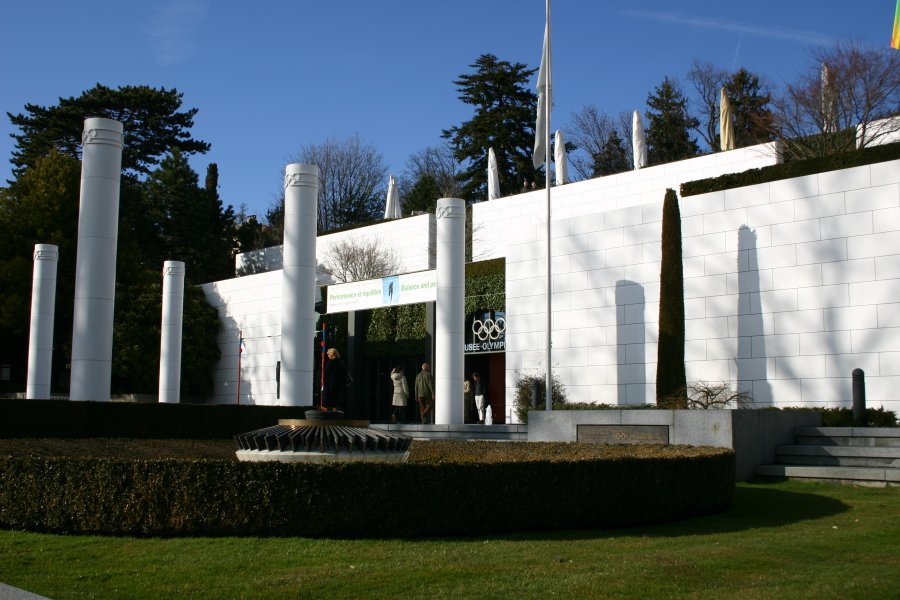
Olympisches Museum
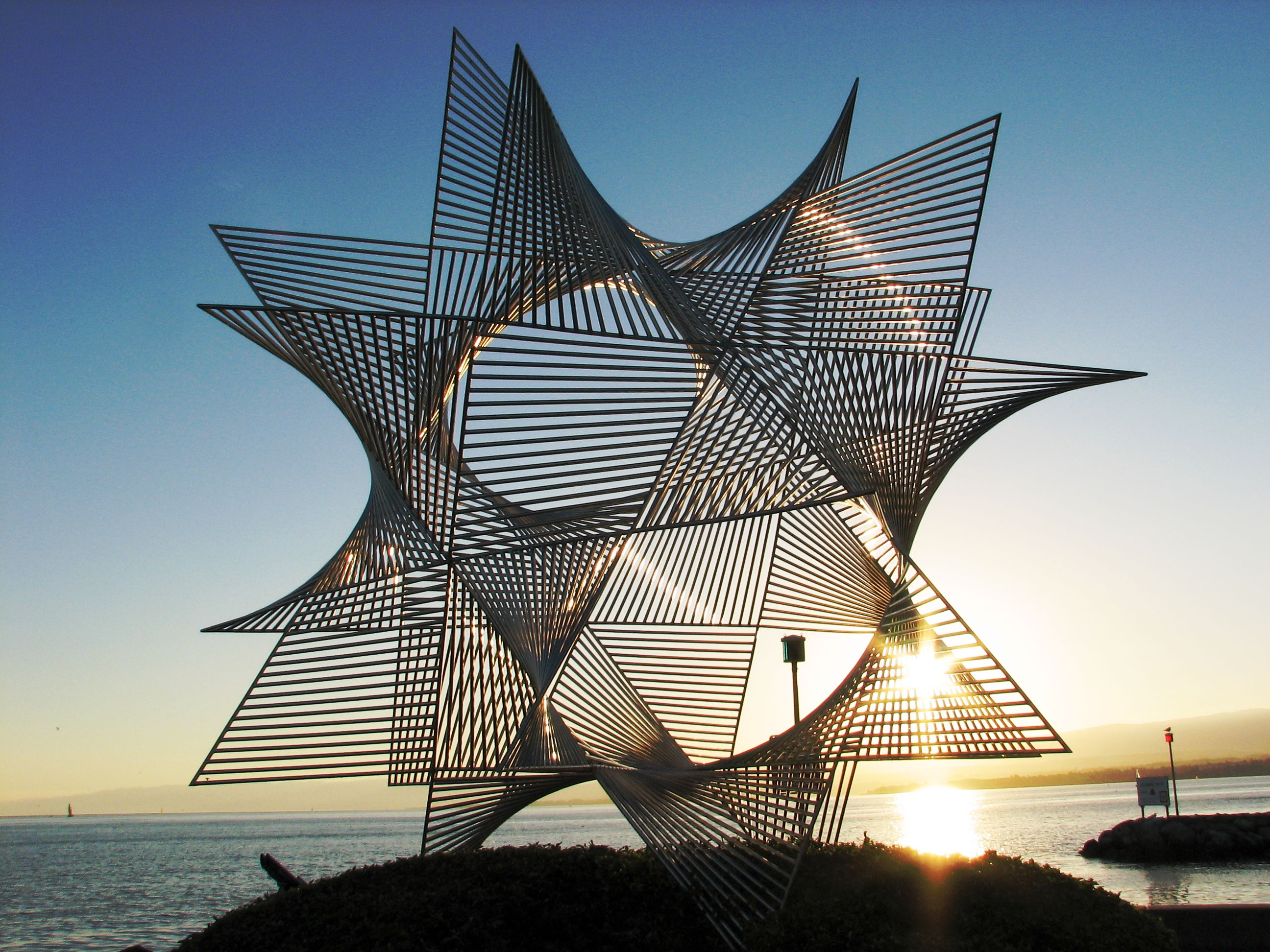
Skulptur im Hafen
- Métro im Stadtteil Sous-Gare/Ouchy